# 舒氏星鯊
舒氏星鲨（学名：Mustelus schmitti），又稱舒氏貂鯊，為軟骨魚綱真鯊目皺唇鯊科星鯊屬的一種，被IUCN列為極危保育類動物，分布於西南大西洋巴西南部至阿根廷北部海域，深度60至195公尺，體長最大可達92公分，棲息在大陸棚底層水域，屬肉食性，以甲殼類及其他魚類為食，卵胎生，雌魚下2至7尾幼魚，生活習性不明，可做為食用魚。